# Castell de Colliston
El Castell de Colliston, prop d'Arbroath, Escòcia, va ser construït al voltant de l'any 1545 pel mandat de l'abat de l'abadia d'Arbroath.
Fou construïda com una casa de planta en Z, i va ser alterada i ampliada als segles xviii i xix. El castell actualment és de lloguer com a seu per a recepcions i festes o casaments.

## Història
La finca va ser concedida a John Guthrie i la seva dona, Isabella Ogilvy, pel cardenal David Beaton, abat d'Arbroath i archevêque de St Andrews, el 25 de juliol de 1544. El soci durant més de vint anys de David Beaton era Marion Ogilvy, i és bastant probable que Isabella fos la seva filla.
L'any 1583 es va erigir la part original del Castell de Colliston, que consisteix en un bloc principal amb dues torres rodones que sobresurten en cantonades oposades i una torreta elevada en un dels angles de re-entrada entre el bloc principal i la torre. Aquesta torre, que també ocupa l'entrada del castell, està corbada a la part superior per formar una càmera de vigilància a dues aigües. El concepte és similar al Castell de Claypotts i està àmpliament proveït d'armes de fusió àmplia i forats circulars per a la defensa. Els capçals de la paret i tot el pis superior van ser remodelats diverses vegades i no són originals.
Sir Henry Guthrie va vendre el castell al doctor Gordon l'any 1684.